# NGC 1253A
NGC 1253A est une petite galaxie spirale de type magellanique qui est située dans la constellation de l'Éridan. La vitesse de NGC 1253A par rapport au fond diffus cosmologique est de 1 647 ± 12 km/s, ce qui correspond à une distance de Hubble de 24,3 ± 1,7 Mpc (∼79,3 millions d'al). Elle a été découverte par l'astronome germano-britannique William Herschel en 1784.

## Description
En compagnie de NGC 1253, NGC 1253A figure dans l'atlas de Halton Arp sous la cote Arp 279. La galaxie NGC 1253A est une galaxie compagne de NGC 1253.
À ce jour, une mesure non basée sur le décalage vers le rouge (redshift) donne une distance d'environ 9,820 Mpc (∼32 millions d'al). Cette valeur est loin à l'extérieur des valeurs de la distance de Hubble. Comme cette galaxie est relativement rapprochée du Groupe local, cette valeur est probablement plus près de la distance réelle de cette galaxie.